# Phrase interrogative
En grammaire, la phrase interrogative est, selon le but de la communication qu’elle réalise, un type de phrase qui demande une information à son destinataire. En ceci, elle s'oppose à deux autres types de phrases : la phrase énonciative (dite aussi assertive ou déclarative), qui donne une information, et la phrase impérative (ou injonctive), qui demande ou interdit de faire quelque chose,,,.

## Types de phrases interrogatives

### Phrases interrogatives véritables et faussement interrogatives
La phrase interrogative se caractérise par certains traits susceptibles de varier d'une langue à l'autre, tels l’intonation, l’emploi de mots interrogatifs, un certain ordre des mots, etc. Cependant, seules certaines phrases qui ont de telles caractéristiques sont interrogatives à proprement parler, celles qui correspondent à la définition ci-dessus, c’est-à-dire auxquelles le locuteur attend une réponse. Les autres, auxquelles on n’attend pas de réponse, sont faussement interrogatives. Telles sont les questions rhétoriques ou oratoires. Ce caractère n’est parfois déductible que du contexte,,,. Exemples :
(fr) Est-il possible qu’il ait fait une telle faute ? ;
(ro) Cine ar fi crezut așa ceva? « Qui aurait cru une chose pareille ? »
(en) Isn’t that awful? « N’est-ce pas effroyable ? » ;
(hr) Ali ne vidite koliko je kratko vrijeme? « Ne voyez-vous donc pas comme le temps est mesuré ? »
(hu) Hát ti mind megőrültetek ? « Vous êtes donc tous devenus fous ? »

### Questions ouvertes et questions fermées
Ces deux types de phrases interrogatives se distinguent selon que la réponse attendue doit confirmer ou infirmer tout le contenu de la question par le biais de son prédicat, ou qu’elle demande une information représentée par un terme ayant une certaine fonction syntaxique,,.

#### Les questions fermées
Les questions fermées (ou totales) appellent comme réponse « oui » (si si la question est négative) ou non, ou bien un de leurs équivalents : tout à fait, pas du tout, etc. Ces phrases se réalisent par des procédés qui peuvent être différents d’une langue à une autre.
L’un des procédés est une intonation spécifique. Dans certaines langues, elle peut distinguer toute seule la phrase interrogative de l’énonciative dans tout registre de langue :
(ro) Vei veni? « Tu viendras ? / Est-ce que tu viendras ? / Viendras-tu ? » vs Vei veni ;
(cnr) Śetili ste se? « Vous vous êtes rappelé ? / Est-ce que vous vous êtes rappelé ? / Vous êtes-vous rappelé ? » vs Śetili ste se ;
(hu) Megérkezett Anikó ? « Anikó est arrivée ? / Est-ce que Anikó est arrivé ? / Anikó est-elle arrivée ? » vs Megérkezett Anikó.
En français, ce procédé est caractéristique pour les registres courant et familier de la langue parlée, ex. Vous savez conduire ? vs Vous savez conduire.
Dans certaines langues, il est courant d’employer, pour introduire une question fermée, un élément qui n’a qu’un rôle grammatical.
- En français, la locution est-ce que sort la question du registre familier et la rend simplement courante : Est-ce que vous savez conduire ?[12].
- En anglais, lorsque le prédicat est à une forme temporelle simple, la question commence, selon le standard, par le verbe do : Did they arrive at six? « Sont-ils/elles arrivé(e)s à six heures ? »[13].
- En BCMS[14] il est parfois obligatoire d’utiliser la particule interrogative li après le prédicat ou son verbe auxiliaire ((sr) Mogu li da uđem? « Puis-je entrer ? »[15] ou da li devant le prédicat : Da li ste videle ovo? « Avez-vous vu ça ? »[16].
- En hongrois on emploie facultativement la particule -e attachée au prédicat ou à son auxiliaire : Elolvastad-e a könyvet? « As-tu lu le livre ? »[17].

Il y a aussi d’autres éléments de ce genre, mais moins fréquents, et qui ajoutent une nuance de sens à la question :
(ro) Oare vor veni? « Est-ce qu’ils/elles viendront ? » – nuance dubitative ;
(cnr) Zar se nijesmo tako dogovorili? « Mais n’en avons-nous pas convenu ainsi ? » – nuance d’étonnement, d’irritation ;
(hu) Vajon szeret-e még engem ? « M’aime-t-il/elle encore ? » – nuance dubitative, d’inquiétude.
Dans certaines langues, un autre procédé est d’appliquer l’ordre verbe + sujet au lieu de l’ordre sujet + verbe de la proposition énonciative, sans effet de mise en relief.
- En anglais, cette inversion est appliquée, aux temps verbaux composés, entre le sujet et l’auxiliaire, en tant que seul procédé standard, ex. Are you leaving today? « Pars-tu / Partez-vous aujourd’hui ? »[19]

En français, c’est un procédé caractéristique pour le registre soutenu : Pourriez-vous m’indiquer le chemin de la gare ? Si le sujet est exprimé par un nom, celui-ci est repris après le verbe sous la forme du pronom personnel conjoint qui lui correspond : Le soleil brille-t-il ? Aux temps composés, l’inversion s’applique entre le sujet et l’auxiliaire : A-t-on voté cette fameuse loi ?. Dans le cas des périphrases verbales avec aller et venir comme semi-auxiliaires, le procédé est analogue : Va-t-il partir ?.
Lorsque le locuteur est presque sûr de la réponse, il peut poser la question sous la forme d’une phrase énonciative à laquelle il ajoute une brève question qui demande sa confirmation :
(fr) Vous avez des enfants, n’est-ce pas? ;
(ro) Aici e gara, nu-i așa / așa-i / nu? « La gare est là, n’est-ce pas ? » ;
(hr) Ne bi škodilo – a ? « Ça ne ferait pas de mal, hein ? » ;
(cnr) Svi smo tu, zar ne? « Nous sommes tous là, n’est-ce pas ? » ;
(hu) Nehezek a gyakorlatok, ugye? « Les exercices sont difficiles, n’est-ce pas ? ».
En anglais, ce type de question prend souvent la forme de question tags, c'est-à-dire une reprise elliptique du prédicat sous la forme de l’auxiliaire employé seul suivi du sujet sous la forme du pronom personnel. Le question tag est le plus souvent à la forme négative si la question est positive, et à la forme positive si la question est négative :
You came home late, didn't you? « Tu es rentré(e) / Vous êtes rentré(e)(s) tard, n’est-ce pas ? » ;
You haven't finished, have you? « Tu n’as / Vous n’avez pas terminé, n’est-ce pas ? » ;
The sausages were nice, weren't they? « Les saucisses étaient bonnes, n’est-ce pas ? »
Il y a aussi un type de question totale à laquelle on ne peut pas répondre par oui ou par non. C’est celle qui porte sur deux termes en coordination disjonctive :
(fr) Puis-je compter sur vous ou dois-je m’adresser ailleurs ? ;
(ro) Vii sau pleci? « Tu viens ou tu t’en vas ? » ;
(en) Is Philip coming today or tomorrow? « Est-ce que Philip vient aujourd’hui ou demain ? » ;
(hu) Sajtos vagy szalámis kenyeret kérsz? « Tu veux du pain au fromage ou au saucisson ? ».

#### Les questions ouvertes
Ce type d’interrogation, dites aussi partielle, diffère de l'interrogation fermée par l’emploi d’un mot introducteur interrogatif. Celui-ci peut être un pronom interrogatif, un adjectif pronominal interrogatif ou un adverbe interrogatif. Certains mots interrogatifs peuvent changer de forme en fonction de leur fonction syntaxique dans la phrase. Ceci est particulièrement vrai dans les langues synthétiques telles que le latin, la plupart des langues slaves ou l'allemand. Celui-ci peut être :
- le sujet : (fr) Qu’est-ce qui a fait ce bruit ?[25], (ro) Cine va veni? « Qui viendra ? »[4] ;
- le prédicat verbal : (fr) – Que fait Marie ? – Elle dort[26], (hu) Mit csinál most a családod? « Que fait ta famille maintenant ? »[27] ;
- l’attribut du sujet : (fr) Qui sont ceux-là ?[28], (en) Whose is this umbrella? « À qui est ce parapluie ? »[29] ;
- le complément d'objet direct (COD) : (fr) Qui est-ce que tu choisiras ?[28], (cnr) Koga nazvaste lopovom? « Qui avez-vous traité de voleur ? »[30] ;
- un complément d'objet indirect (COI) : (fr) À quoi pensez-vous ?[28], (ro) Cui îi dai cartea? « À qui donnes-tu le livre ? »[31] ;
- un complément circonstanciel : (fr) Pour qui achète-t-elle ce livre ?, (en) When are you coming back? « Quand rentres-tu / rentrez-vous ? »[29] ;
- une épithète ou un complément du nom (CN) : (fr) Quelles couleurs préfère-t-elle ?[32], (sr) Kakvu salatu želite? « Quelle salade voulez-vous ? »[33]

### Interrogation directe et indirecte
Cette classification de l’interrogation est faite selon que la question est adressée à son destinataire sous la forme d’une phrase simple ou d’une proposition subordonnée à un verbe qui exprime l’interrogation ou l’ignorance, ou bien à un nom dérivé d’un tel verbe.

#### L’interrogation directe
Tous les exemples ci-dessus sont des questions directes. Dans la langue parlée, la question directe est souvent une phrase non analysable et fragmentaire. Dans les registres populaire et familier, elle peut être une interjection accompagnée d’une mimique interrogative, par exemple :
(fr) Hein ? ;
(ro) Ei?, Ha?, Hî? ;
(hr) Ha? ;
(hu) He?.
La question partielle fragmentaire peut se réduire en français au mot interrogatif suivi de ça, dans le cas de la plupart de ces mots : Quand ça ?, Où ça ?, Qui ça ?, Comment ça ?. Dans d’autres langues, elle peut se réduire au seul mot interrogatif, ex. (ro) – A venit mama. – Cine? « – C’est maman qui est venue. – Qui ça ? ».
Écrite, la question directe se termine toujours par un point d'interrogation. En espagnol, la question est également précédée d’un point d’interrogation culbuté : ¿Ha llegado el tren? « Est-ce que le train est arrivé ? ».

#### L’interrogation indirecte
La question indirecte est, du point de vue syntaxique, une proposition subordonnée nominale qui peut avoir des fonctions diverses dans la phrases (le plus souvent COD, plus rarement sujet ou attribut). Elle a les traits structurels et intonatifs de la phrase énonciative.
La question indirecte fermée est marquée, dans certaines langues, par une conjonction. En français, cette conjonction est si :
(fr) La maîtresse a demandé aux enfants s’ils voulaient qu’elle leur lise une histoire ;
(ro) Te-am întrebat dacă vii mâine « Je t’ai demandé si tu viendrais demain » ;
(en) I was wondering if/whether you could give me a lift « Je me demandais si tu pouvais / vous pouviez m’emmener ».
En BCMS, la question indirecte totale est introduite par une des particules li ou da li, celles utilisées dans sa correspondante directe aussi : (cnr) Pitaće se jesi li učinio sve što je trebalo « Il/Elle va se demander si tu as fait tout ce qu’il fallait », (sr) Pitaću prodavca da li ima deterdženta « Je vais demander au vendeur s’il y a du détergent ».
En hongrois, la marque obligatoire de cette proposition est la particule -e, celle qui est facultative dans la question directe. Elle peut être la seule marque, ou la proposition peut être introduite en même temps par la conjonction hogy : Kérdezd meg, (hogy) van-e még jegy « Demande s’il y a encore des billets ».
La question indirecte ouverte est en général introduite par le même mot interrogatif par lequel commence la question directe correspondante :
(fr) Je voudrais savoir pourquoi vous riez ;
(ro) El întreabă cine va reuși și cum se va reuși « Il demande qui réussira et comment il/elle réussira » ;
(en) We need to know what the rules are « Nous avons besoin de savoir quelles sont les règles » ;
(cnr) Pitanje je đe se sad nalazi « La question est où il/elle se trouve maintenant ».
En hongrois, dans ce type de phrase aussi, la conjonction hogy est utilisable : Az a kérdés, (hogy) hányan lesznek « La question est combien ils/elles seront ».
En français standard, dans le cas de la question portant sur le sujet et sur le COD inanimés, le mot introducteur est quelque peu différent du mot interrogatif de la question directe :
Qu’est-ce qui se passe ? ou Que se passe-t-il ? → Tout le monde se demande ce qui se passe ;
Qu’est-ce que tu lis ? ou Que lis-tu ? → Il voulait savoir ce que je lisais.
Dans certaines langues, à la place d’une telle proposition on peut utiliser un complément exprimé par un verbe à l’infinitif, surtout si son sujet est le même que celui de son verbe régissant :
(fr) Il se demandait quelle décision prendre ;
(en) Everyone was wondering what to do « Tout le monde se demandait quoi faire » ;
(cnr) Pitanje je odakle početi « La question est par où commencer ».